# Anthedon
Anthedon je v řecké mytologii jméno několika postav:
- Anthedon, možný otec mořského boha Glauka — jehož matka mohla být Alkyoné
- Anthedon, syn Dia, vnuk Antha, pravnuk Poseidóna a Alkyoné
- Anthedon, vodní nymfa (najáda) z Anthedonu, Bojótie